# أوكا غينر
أوكا غينر (بالإسبانية: Oka giner) هي عارضة وممثلة مكسيكية، ولدت في 30 نوفمبر 1992 في كامارغو ‏ في المكسيك.

## وصلات خارجية
- أوكا غينر على موقع IMDb (الإنجليزية)
- أوكا غينر على موقع قاعدة بيانات الفيلم (الإنجليزية)
- أوكا غينر على موقع كينوبويسك (الروسية)